# Hammer (Anatomie)

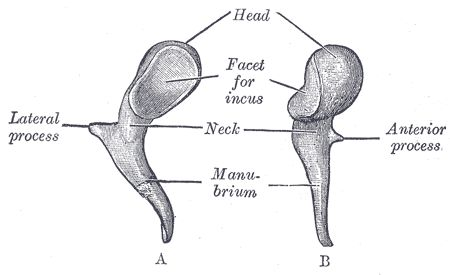
Malleus

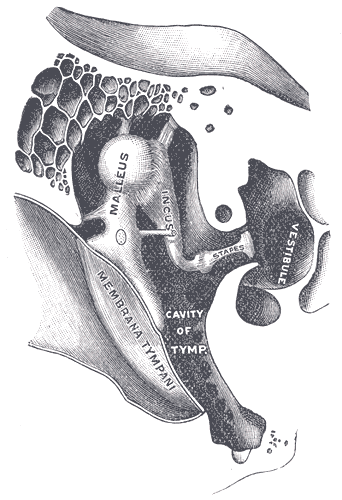
Der Malleus als Teil des gesamten Schallleitungsapparates

Der Hammer (lateinisch Malleus) ist ein kleiner Knochen des Mittelohrs, der das Trommelfell mit dem Amboss (lateinisch Incus) verbindet und damit Teil der Gehörknöchelchen beziehungsweise des Schallleitungsapparates ist. Embryonal entsteht der Hammer aus dem unteren Teil des ersten Kiemenbogens, vergleichend-anatomisch aus dem ursprünglichen Os articulare und steht in Beziehung zum Meckelschen Knorpel.
Erstmals anatomisch beschrieben wurden Hammer und Amboss durch Alessandro Achillini (1463–1512).
Anatomisch besteht der Hammer aus Caput (Kopf), Collum (Hals), Manubrium (Hammergriff) und zwei kleinen Fortsätzen am Oberende des Hammergriffes, dem Processus mallei lateralis (seitlicher Hammerfortsatz) und dem Processus mallei anterior (vorderer Hammerfortsatz). Die Länge des gesamten Gehörknöchelchens variiert zwischen 7,6 und 9,1 mm, die des Hammergriffes zwischen 4,3 und 5,7 mm. Die Masse des Hammers beträgt etwa 25 mg. Am Übergang des Hammergriffes zum Hammerhals setzt die Sehne des Musculus tensor tympani an. Außer durch die Verwachsung des Hammers mit dem Trommelfell und die gelenkige Verbindung mit dem Amboss wird der Hammer durch ein oberes, vorderes und seitliches Band (Ligament) vom Hammerkopf zu den Mittelohrwänden in seiner Position gehalten.
Bei der Otoskopie kann man durch das Trommelfell den mit ihm verwachsenen Hammergriff mit dem seitlichen Hammerfortsatz sehen. An der Spitze des Hammergriffes erreicht das Trommelfell seine tiefste Einziehung (Umbo membranae tympani, Trommelfellnabel).

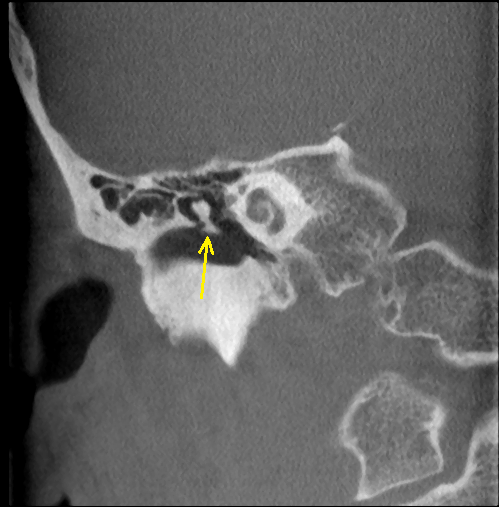
CT-Darstellung des Hammers in einer coronalen Schichtung; gelber Pfeil zeigt auf den Malleus